# YJ-12
YJ-12 (кит. 鹰击-12; пиньинь: yīngjī-12; букв. «Удар орла-12») — китайская сверхзвуковая противокорабельная крылатая ракета.
Носители ракеты: бомбардировщики морской авиации H6J, модернизированные эсминцы проекта 956, фрегаты типа 054A/P (ВМС Пакистана), наземные мобильные пусковые установки.

## История создания
Первая китайская сверхзвуковая противокорабельная ракета C-803 была способна достичь сверхзвуковых скоростей только в непосредственной близости от цели. На маршевом участке она двигалась на дозвуковой скорости.
В начале 1990-х годов Государственный совет и Центральная военная комиссия издали приказ начать разработку действительно сверхзвуковой противокорабельной ракеты, способной лететь со скоростью выше 1 M в течение всей продолжительности полёта. 3-я Китайская академия конструирования Министерства аэрокосмической промышленности, позднее реорганизованная как CHEMTA (Китайская академия электромеханических технологий,中国海鹰机电技术研究院), была выбрана в качестве главного разработчика, отвечающего за систему в целом, а 601-й и 611-й научно-исследовательские институты, а также Военно-морская исследовательская академия были назначены субподрядчиками. Научно-исследовательские институты были названы ответственными за аэродинамическое проектирование будущей ракеты, в то время как военно-морская академия отвечала за разработку системы управления.
Первые успешные надземные испытания ракеты YJ-12 были проведены в 1997 году, в следующем году проводились надводные испытания. После серии крупных модернизаций ракета в октябре 1999 года получила государственную сертификацию и поступила на службу в очень небольших количествах для целей оперативной оценки. Сообщается, что у военных не было доверия к первой отечественной сверхзвуковой ракете, поэтому параллельно велась доработка ракеты С-803 в качестве доступной альтернативы.
Типичная практика китайских производителей вооружений заключается в том, чтобы обнародовать и рекламировать свои будущие продукты на военных выставках и салонах, чтобы привлечь потенциальных клиентов и таким образом получить дополнительные средства через экспортный рынок. Согласно китайским интернет-СМИ, именно таким образом YJ-12 публично дебютировал на авиашоу в Чжухае в виде предварительной масштабной модели. Вскоре после этого ракета полностью исчезла с международных выставок и рекламных изданий, что по мнению китайских экспертов показывает заинтересованность в ракете со стороны китайских военных. По всей видимости, военное ведомство предоставило разработчикам достаточные средства, чтобы не зависеть от экспортного рынка. В следующий раз ракета YJ-12 была публично представлена на 9-м авиашоу в Чжухае в ноябре 2012 года, всё ещё в виде модели. Массовое производство началось в январе 2004 года, после серьёзных модификаций первоначального проекта. Китайские источники утверждают, что общее количество копий ракеты, находящейся в эксплуатации в войсках страны, составляет не менее 816 единиц, в том числе единицы, выпущенные до 2000 года. Однако эти данные не подтверждаются независимыми источниками.
По словам китайских разработчиков, YJ-12 можно устанавливать на различных платформах, включая самолёты, надводные суда, наземные транспортные средства и стационарные береговые батареи. Однако после краткого публичного дебюта в Чжухае ракета была замечена только один раз на самолёте Xian JH-7, по одной ракете под каждым крылом.
В августе 2000 года, китайцы представили модель ракеты воздушного базирования ракеты YJ-91, напоминающую французскую Air-Sol Moyenne Portée. Позже была представлена внешне похожая ракета под названием YJ-12. Jane’s сообщил, что YJ-12А была разработана предположительно в 2004 году. Обозначение YJ-91 относится к китайской модификации российской ракеты Х-31. YJ-12 сильно напоминает удлинённую ракету Х-31.
YJ-12 впервые появилась на публике во время китайского парада победы 2015 года, показывая, что ракета принята на вооружение.
Вариант, обозначенный YJ-12B был предположительно развёрнут на островах Спратли примерно в марте 2018.

## Описание
YJ-12 является ракетой воздушного базирования , напоминает удлинённую российскую ракету Х-31 и близка по форме ракете-мишени GQM-163 Койот.
По данным United States Naval War College Review от 2011 года YJ-91/YJ-12 имеет дальность 400 км и фугасную БЧ массой 205 кг, по сравнению со 150-280 км для американской противокорабельной ракеты «Гарпун». Ракета может быть запущена на расстоянии 230 км за пределами досягаемости зенитных ракет SM-2 и RIM-162 ESS, максимальная дальность которых составляет менее 170 км. По данным китайских источников, в YJ-12 имеет скорость около 2 М при пуске с малой и до 3,2 М при пуске с большой высоты при максимальной дальности около 380 км в зависимости от высоты старта. Высота полёта над уровнем моря на терминальном участке составляет 15 метров. Согласно данным Joint Forces Quarterly от сентября 2014 года, дальность ракеты составляет до 250 км, а скорость — 2,5 М. В феврале 2015 г. военный эксперт Ли Ли заявил, что YJ-12 имеет боеголовку массой 400—500 кг и радиус действия 300 км при скорости 3 М или 400 км при скорости 4 М. Скорость и дальность зависит от высоты старта и траектории полёта, максимальная скорость достигается на высоте 40 км, при снижении скорость уменьшается. Хотя фактическая масса боевой части может быть примерно 200 кг, сверхзвуковая скорость обеспечивает ей летальность, эквивалентную дозвуковой ракете с массой боевой части 400—500 кг. В зоне ПВО YJ-12 может совершать манёвры уклонения.
Насыщающая атака YJ-12 с большой дистанции представляет серьезную угрозу для американских авианосных ударных групп; после того, как группа низколетящих ракет появляется из-за горизонта и обнаруживается радарами кораблей, средства ПВО будут иметь только около 45 секунд, в противном случае система ПВО будет преодолена. Учитывая, что истребители типа Су-30МКК и J-11В имеют боевой радиус около 1500 км, оснащение их в YJ-12 даёт им потенциальную зону поражения радиусом 1900 км. Наиболее эффективным средством для борьбы с этими ракетами в ВМС США считается система коллективного перехвата, которая позволяет уничтожить самолёты-носители с помощью ЗУР SM-6 и истребителей-перехватчиков на дальних дистанциях, до пуска ракет.
Проводились испытательные пуски ракет с бомбардировщиков Сиань H-6, предполагается установить эти ракеты на истребители-бомбардировщики JH-7B. По сообщениям, они также могут быть запущены с самолётов J-10, Су-30МКК, J-11 и J-16. Существует наземный вариант ракеты YJ-12А, оснащённый стартовым ускорителем. YJ-12B — это наземный вариант с дальностью 300 км.
Первоначально, в 1990-х годах, западные аналитики считали, что YJ-12 будет близка к французской ракете ASMP (Air-sol moyenne portée). Тем не менее, последние видео, опубликованные в сети, показывают, что на самом деле это совершенно разные ракеты. В отличие от ASMP, которая по существу является ракетой «воздух-поверхность», YJ-12 изначально разрабатывалась как противокорабельная и противорадиолокационная ракета. В дальнейшем появилась модификация ракеты для уничтожения наземных целей.
YJ-12 станет первой китайской сверхзвуковой противокорабельной ракетой, которая имеет модульную конструкцию. На основе этой ракеты разработано более десяти модификаций. В дополнение к базовой противокорабельной версии создана также противорадиолокационная ракета и ракета для ударов по наземным целям. Самая дешёвая из всех модификаций — противокорабельная версия типа «выстрелил и забыл», лишённая какой-либо системы передачи данных. Что касается других версий, гораздо более дорогостоящих, то в настоящее время невозможно определить, находятся ли они в эксплуатации или в стадии разработки (из-за исчезновения ракеты с международных выставок). Большинство ракетных технологий, применяемых в YJ-12, основаны на тех же решениях, которые применены в C-803, однако для YJ-12 в 771-м Научно-исследовательским институте бывшего китайского аэрокосмического министерства были разработаны новые СБИС. Институт также участвует в разработке радиолокатора и средств электронного противодействия. Вычислительная мощность нового компонента значительно увеличена по сравнению с бортовым компьютером ракеты C-803. Однако из-за значительного отставания китайской индустрии микроэлектроники удельная стоимость этого компонента является чрезмерной, что также увеличивает общую стоимость ракеты. Цена за единицу YJ-12 в конце 1990-х годов составляла 1,8 млн долларов США, что более чем в два раза превышает стоимость американской ракеты «Гарпун». Поисковый радар стоит 250 тыс. долларов, а система обработки данных (которая также действует как система электронного противодействия) — 580 тыс. долларов США. Общая стоимость этих подсистем составляет почти половину стоимости ракеты в целом.
По словам разработчика ракет, существует три типа YJ-12. Первой была разработана ракета типа «выстрелил и забыл», в дальнейшем она была оснащена дополнительной односторонней системой передачи данных, что позволило пилотам менять цель после пуска ракеты. Последний тип оснащён двунаправленной линией передачи данных, которая позволяла пилотам видеть информацию о цели, полученную с поискового радара ракеты. Некоторые китайские эксперты всё же заявили, что, за исключением ракет первого типа, ни одна из них не производится серийно.

## Модификации

### Противокорабельный вариант
Противокорабельный вариант YJ-12 является исходным для данной ракеты. Ракета имеет новую 205-килограммовую боевую часть, которая в сочетании со сверхзвуковой скоростью обеспечивает ту же разрушительную силу, что и более старые боевые части массой 400 кг старых дозвуковых ракет. Разработчики утверждают, что одного попадания ракеты достаточно, чтобы потопить корабль водоизмещением до 4000 т.
Противокорабельный вариант может быть оснащён радиолокационной, инфракрасной или телевизионной головкой самонаведения. Каждая из этих ГСН может быть дополнительно оснащена односторонней или двухсторонней радиолинией передачи данных или просто работать в режиме «выстрелил и забыл». Противокорабельный вариант единственный, который может работать по надводным целям, однако эта возможность сокращает дальность стрельбы, так как требует определённого профиля полёта.

### Противорадиолокационный вариант
В открытых источниках отсутствуют характеристики противорадиолокационного варианта ракеты YJ-12. Конечной целью этого проекта была ракета класса AGM-88 HARM с простым устройством пассивного радиолокационного самонаведения, охватывающим весь спектр доступных частот.
Как и противорадиолокационный вариант ракеты YJ-91, YJ-12 имеет серию датчиков, каждый из которых охватывает конкретную полосу частот. Всечастотное самонаводящееся устройство планируется к разработке только в перспективе. Более дешевая альтернатива разрабатывается с использованием GPS или других спутниковых навигационных систем, которые теоретически могут обойтись без слишком дорогих СБИС. Бортовой компьютер на СБИС необходим для того, чтобы оценить положение радара по излучаемому им сигналу. GPS или другая спутниковая система, позволит ракете знать местоположение цели после, что значительно сократит сложность расчётов и обработки данных. Недостаток этой версии заключается, однако, в возможности атаковать только неподвижные цели. Многие китайские источники заявили, что неподвижные радиолокационные станции, созданные Raytheon для тайваньской программы радиолокационного наблюдения, станут основными объектами версии ракеты YJ-12 со спутниковой навигацией.

### Вариант «воздух-земля»
Вариант «воздух-земля» разработан на основе противокорабельного варианта. Применялись те же принципы модификации, что и при разработке вариантов «воздух-земля» KD-88 от C-802. В этой версии есть все возможности для оснащения ракеты односторонним или двунаправленным каналом передачи данных, либо вообще без канала передачи данных. На ракете могут быть установлены головки самонаведения противокорабельной версии. Как и для антирадарной версии, эта ракета может быть оснащена системой навигации по GPS или ГЛОНАСС, но в этом варианте исключено применение системы передачи данных. Количество моделей, доступных в этой категории, составляет 11 ракет.
Как и в случае с противорадиолокационным вариантом, многие китайские источники заявили, что, несмотря на разработку и доступность многих моделей по выбору заказчика, только «базовая» версия с радаром в режиме «выстрелил и забыл» (без передачи данных) фактически будет использоваться в Китае. Основная причина также связана со стоимостью ракеты. Поскольку ракета не была разрешена для экспорта, до сих пор нет данных о её продвижении на этом рынке.

### CM-400AKG
СМ-400AKG — сверхзвуковая крылатая ракета воздушного пуска, предназначенная для ударов по наземным целям, считается экспортным вариантом YJ-12. ракета имеет массу около 900 кг, диаметр корпуса 0,4 м и дальность 54-130 км при использовании фугасной боевой части массой 150 кг или проникающей массой 200 кг. Она имеет три варианта системы управления, включая инерциальную навигационную систему в сочетании со спутниковой системой позиционирования с точностью 50 м; встроенную инфракрасную/телевизионную головку самонаведения с точностью 5 м; или пассивный радиолокатор в дополнение к искателю, который обеспечивает точность 5-10 метров. Необычной характеристикой является то, что он не летает на низкой высоте, чтобы избежать обнаружения, но вместо этого использует «высотный запуск» для достижения «высокой боевой живучести самолётов». Скорость предположительно может достигать 5 М.

### CM-302
В ноябре 2016 года, CASIC рассекретила CM-302 как экспортный вариант YJ-12. Она позиционируется как «лучшая в мире противокорабельная ракета». Утверждается, что она имеет сверхзвуковую скорость на всём протяжении полёта, может быть запущена из воздуха, земли и морских платформ, может быть установлена на 5000-тонный корабль, и использована для уничтожения наземных целей. Предполагая, что технические характеристики ракеты аналогичны YJ-12. Ракета, скорее всего, имеет длину 7 м, диаметр корпуса 0,6 м, массу 2-2,5 т, дальность стрельбы около 250 км, масса боевой части — 250 кг. Система управления — «Бэйдоу» и активная радиолокационная ГСН для терминального самонаведения, позволяющая достичь вероятности поражения цели 90 % при скорости 1,5-2 М на маршевом участке и 3+ М на терминальном.